# Chthonerpeton noctinectes
Chthonerpeton noctinectes är en groddjursart som beskrevs av Silva, Britto-Pereira och Ulisses Caramaschi 2003. Chthonerpeton noctinectes ingår i släktet Chthonerpeton och familjen Caeciliidae. IUCN kategoriserar arten globalt som otillräckligt studerad. Inga underarter finns listade i Catalogue of Life.